# Лаздуп, Вольдемар Петрович
Вольдемар Петрович Лаздуп (латыш. Voldemārs Lazdups; 1935 год, Мадонский уезд, Латвия) — бригадир комплексной бригады Лиепайского общестроительного треста, Латвийская ССР. Герой Социалистического Труда (1966). Депутат Верховного Совета Латвийской ССР 6 — 8 созывов.

## Биография
Родился в 1935 году в крестьянской семье в одном их сельских населённых пунктов Мадонского уезда, Латвия. В 1950 году окончил семилетку в селе Дзелзава, после чего поступил на учёбу в школу фабрично-заводского обучения № 1 в Риге. С 1952 года — плотник 3-го разряда в Мадонском районном дорожно-строительном управлении, позднее — в строительной организации в Лиепае. В 1954—1955 годах проходил срочную службу в Советской Армии.
После армии трудился на Лиепайском заводе строительной техники. С осени 1955 года — плотник в Лиепайском общестроительном тресте. В 1957 году вступил в КПСС.
Достиг высоких профессиональных навыков. В 1960 году назначен бригадиром комплексной бригады строителей. После окончания в 1962 году годичных курсов мастеров при Рижском строительном техникуме назначен мастером специализированного управления промышленного строительства в структуре Лиепайского общестроительного треста.
Комплексная бригада Вольдемара Лаздупа участвовала в строительстве различных промышленных и социальных объектов: прокатного стана Лиепайского металлургического завода, новых цехов линолеумного завода, зданий сахарной фабрики, возведении педагогического института, жилых зданий. Бригада досрочно выполнила коллективное социалистическое обязательство и плановые производственные задания Семилетки (1959—1965). Указом Президиума Верховного Совета СССР от 11 августа 1966 года удостоен звания Героя Социалистического Труда «за выдающиеся успехи, достигнутые в выполнении заданий семилетнего плана по капитальному строительству» с вручением ордена Ленина и золотой медали Серп и Молот.
За выдающиеся трудовые достижения по итогам работы в годы Восьмой пятилетки (1966—1970) награждён Орденом Октябрьской Революции.
Избирался депутатом Верховного Совета Латвийской ССР 6-го (1963—1967), 7-го (1967—1971) и 8-го (1971—1975) созывов, в 1971 году — делегатом XXIV съезда КПСС и в 1981 году — делегатом XXIII съезда Компартии Латвии.
После выхода на пенсию проживал в Лиепае.
Награды и звания
- Герой Социалистического Труда
- Орден Ленина
- Орден Октябрьской Революции (07.05.1971)